# Oratorio de Jesús
La Congregación del Oratorio de Jesús y María Inmaculada (en francés: Société de l'Oratoire de Jésus et de Marie Immaculée, en latín: Congregatio Oratorii Iesu et Mariæ), también conocida como el Oratorio Francés, es una sociedad de vida apostólica de sacerdotes católicos fundada en 1611 en París, Francia, por Pierre de Bérulle (1575-1629), más tarde cardenal de la Iglesia Católica. A sus miembros se les denomina oratorianos.

## Historia
Pierre de Bérulle, ordenado sacerdote en 1599, fundó el 11 de noviembre de 1611 el Oratorio, junto con otros cinco sacerdotes, sin la obligación de los votos religiosos. Bérulle esperaba inspirar a otros miembros del clero francés y frenar el calvinismo.
Tomando el ejemplo del Congregación del Oratorio de San Felipe Neri en Roma, imaginó a los miembros del clero secular viviendo juntos en comunidad. Sin embargo, Bérulle sintió que la situación en Francia requería una estructura organizativa más estricta que las comunidades de Neri en Italia, por lo que el Oratorio Francés estuvo bajo la autoridad de un superior general. El Oratorio recibió patente real de Luis XIII ese mismo año. El papa Pablo V lo autorizó el 10 de mayo de 1613. En el momento de la muerte del fundador en 1629, el Oratorio contaba con unos 400 sacerdotes, que vivían en unas 60 comunidades.
Al igual que los jesuitas y los capuchinos, los miembros del Oratorio Francés realizaron misiones parroquiales.
La iglesia que el Oratorio construyó en la Rue du Faubourg Saint-Honoré de París pasó a ser en 1750 la iglesia parroquial de la corte real.
Aunque no fue una orden de enseñanza, fue la primera en organizar seminarios en Francia de acuerdo con las ordenanzas del Concilio de Trento.
Los oratorianos también se convirtieron en figuras destacadas en el campo de la educación en Francia y fundaron sus propias escuelas y colegios, como el Colegio de Juilly que abrieron en 1638. En sus escuelas, enseñaban en francés, en lugar del latín utilizado en las escuelas jesuitas. Tenían un plan de estudios que enseñaba literatura contemporánea y ciencias. Sus alumnos aprendieron lenguas extranjeras modernas en lugar de las lenguas clásicas.
San Juan Eudes fue un miembro del Oratorio antes de formar la Congregación de Jesús y María en 1646. Cuando tuvo lugar Revolución Francesa en 1789, inicialmente los Padres del Oratorio apoyaron mucho los ideales de libertad que propugnaba y que encajaban en su espíritu corporativo. A pesar de este apoyo, la Asamblea Legislativa de la nueva República disolvió todas las congregaciones seculares en agosto de 1792 y sus comunidades y escuelas se disolvieron.
De los 288 miembros del Oratorio en ese momento, 51 optaron por aceptar la Constitución Civil del Clero. Formaban aproximadamente una quinta parte del clero francés que lo hizo. Del resto de la Congregación, 15 fueron arrestados y murieron en prisión o en la guillotina. El resto se escondió o huyó del país. El último superior general había muerto en 1790, pero, debido a los disturbios sociales que estaban ocurriendo, los Oratorianos decidieron esperar antes de intentar elegir un sucesor, pensando que la situación sería solo temporal. Se hicieron varios intentos para restablecer la Congregación después de que se le permitiera a la Iglesia Católica funcionar nuevamente en la nación. Tuvieron éxito solo en 1852, bajo el liderazgo del abad Joseph Gratry, junto con el abad Pierre Pététot (1801–1888) y Hyacinthe de Valroger.
Gratry era un académico, con doctorados tanto en humanidades como en teología. Fue nombrado limosnero de la Escuela Normal Superior en 1846, lo que lo colocó en el centro de la vida intelectual de la época. Imaginó comunidades que podrían ser escuelas de exploración teológica, trabajando con el enfoque científico de la sociedad moderna. Pététot era un sacerdote en París, que creía que había que mejorar al clero. Cuando se conocieron, descubrieron que compartían el interés por la creación de una sociedad de sacerdotes seculares que vivieran en comunidad, sin votos.